# Assiniboine (rivière)
Pour les articles homonymes, voir Assiniboine.
La rivière Assiniboine est une rivière longue de 1 070 kilomètres qui traverse les prairies de l'Ouest canadien entre les provinces de Saskatchewan et du Manitoba. 

## Étymologie
La rivière tire son nom de la Première nation amérindienne des Assiniboines. 

## Géographie

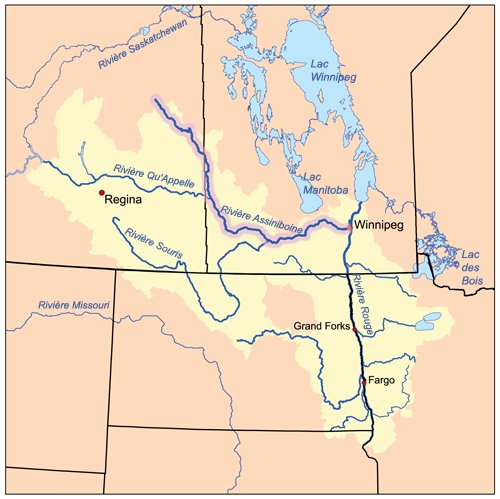
Bassin de l'Assiniboine.

La rivière Assiniboine coule au sud-est de la Saskatchewan puis se jette dans la Rouge du Nord à Winnipeg, la capitale du Manitoba. 
Cette rivière s'écoule entre des paysages différents, soit dans une large vallée plane, soit à d'autres endroits, dans une vallée escarpée. Lors d'inondations, une partie des eaux du fleuve peuvent être détournées vers le lac Manitoba, à Portage la Prairie.
Les deux principaux affluents de la rivière Assiniboine sont :
- La rivière Souris qui prend sa source dans la province de Saskatchewan, s'écoule aux États-Unis avant de revenir au Canada dans la province du Manitoba.
- La rivière Qu'Appelle qui s'écoule depuis l'ouest de la province de Saskatchewan et rejoint l'Assiniboine en entrant dans le Manitoba près de la ville d'Ellice.